# Comuna Hoteșiv, Kamin-Kașîrskîi
Hoteșiv (în ucraineană Хотешів) este o comună în raionul Kamin-Kașîrskîi, regiunea Volînia, Ucraina, formată din satele Hoteșiv (reședința) și Katuș.

## Demografie
Componența lingvistică a satului Hoteșiv
     Ucraineană (99,76%)
     Alte limbi (0,24%)
Conform recensământului din 2001, majoritatea populației satului Hoteșiv era vorbitoare de ucraineană (99,76%), existând în minoritate și vorbitori de alte limbi.